# Håcksvik
Håcksvik is een plaats in de gemeente Svenljunga in het landschap Västergötland en de provincie Västra Götalands län in Zweden. De plaats heeft 111 inwoners (2005) en een oppervlakte van 36 hectare.